# Воронцов, Тимофей Пименович
Воронцов, Тимофей Пименович (1787, Тула — 1854, Тула) — фабрикант, основатель первой гармонной фабрики в России.

## Биография
Потомственный оружейник. В 1820-е годы владел самоварной мастерской. Как дополнительное производство организовал производство гармоней примитивной конструкции.
В 1830-е годы познакомился с музыкальным инструментом, привезённым с Нижегородской ярмарки И. Е. Сизовым. После внесения некоторых изменений в конструкцию, которые заметно улучшили качество инструмента, Тимофей Пименович наладил собственное производство гармоней.
В начале 40-х годов его гармонное производство переросло в самостоятельную «Вольно-оружейную гармонную фабрику» — первую в России. На ней трудились 10 наёмных рабочих, которые производили инструменты трех видов: большие, средние и малые. Всего изготовлялось до 4000 гармоней в год.
Из сохранившихся в Тульском областном архиве ведомостей фабрик И. Е. Сизова и Т. П. Воронцова за 1848 год видно, что вместе они выпускали около 10000 гармоней в год,
Большую часть своей продукции Т. П. Воронцов реализовал в Москве, а в летнее время на Нижегородской ярмарке им открывалась небольшая лавка, в которой можно было не только купить новый инструмент, но и отремонтировать ранее приобретённый.
После смерти Тимофея Пименовича фабрика перешла во владение его сыну Гавриле Тимофеевичу (1822—1899). С 1874 года владелец фабрики — его брат Аким (1819—1897) — почётный гражданин Тулы. Затем фабрикой руководил Алексей Акимович Воронцов (1865—1918) совместно с Александром Гавриловичем Воронцовым (1848—1920). После революции производство было национализировано. Его руководители и некоторые члены их семьи были ликвидированы как враждебные обществу элементы.